# Szabó Zsolt (játékvezető)
Szabó Zsolt (Budapest, 1972. január 1. –) magyar nemzetközi  labdarúgó-játékvezető. Polgári foglalkozása pénzügyi elemző, tanácsadó, hivatásos bíró.
2017-től a Fővárosi Vízművek Sportkör elnöke. Elődje Nagy Miklós – korábbi FIFA játékvezető – volt 49 évig.

## Pályafutása

### Nemzeti játékvezetés
Játékvezetésből 1989-ben Budapesten vizsgázott. Vizsgáját követően a Budapesti Labdarúgó-szövetség (BLSZ) által üzemeltetett labdarúgó bajnokságokban kezdte sportszolgálatát. A BLSZ felterjesztésére NB III-as, egyben országos utánpótlás-játékvezető. A MLSZ Játékvezető Testületének (JT) minősítésével NB II-es, 1996-tól az NB I bírója. Első mérkőzésén Kiss Béla és Hidasi Gyula voltak az asszisztensei. Küldési gyakorlat szerint rendszeres partbírói, majd (1993-tól) 4. bírói illetve alapvonalbírói szolgálatot is végez. Állandó asszisztensei közül Kispál Róbert (106) és dr. Hegyi Péter (52) szolgálta a legtöbbet. Sokat foglalkoztatott játékvezető. 2013. júniusi ülésén az MLSZ elfogadta a professzionista játékvezetői foglalkoztatást. Magyarországon az első 12 hivatásos játékvezető tagja. A Diósgyőri VTK–Budapest Honvéd FC volt pályafutásának 272. NB I-es mérkőzése, amellyel megdöntötte Bede Ferenc csúcsát. NB I-es mérkőzéseinek száma: 290 (2015. december 5.)
2018-ban 321 mérkőzéssel a háta mögött hagyta abba a játékvezetést. Egészen 2019.11.08-ig ő volt a magyar labdarúgásban a játékvezetők csúcstartója, ekkor Kassai Viktor előzte meg.
| Időpont              | Helyszín                        | Mérkőzés típusa        | Mérkőzés                             | Eredmény |
| -------------------- | ------------------------------- | ---------------------- | ------------------------------------ | -------- |
| 1996. szeptember 7.  | Városi Stadion, Vác             | első NB I-es mérkőzése | Vác FC–Pécsi MSC                     | 5 – 0    |
| 2000. május 27.      | Üllői úti Stadion, Budapest     | 50. NB I-es mérkőzése  | Ferencvárosi TC–Szombathelyi Haladás | 6 – 2    |
| 2003. március 22.    | ZTE Aréna, Zalaegerszeg         | 100. NB I-es mérkőzése | Zalaegerszegi TE FC –Ferencvárosi TC | 1 – 1    |
| 2006. november 25.   | Városi Stadion, Sopron          | 150. NB I-es mérkőzése | FC Sopron–Debreceni VSC              | 1 – 6    |
| 2010. május 1.       | Fáy utcai Stadion, Budapest     | 200. NB I-es mérkőzése | Vasas SC–Budapest Honvéd FC          | 2 – 2    |
| 2013. május 31.      | ETO Park, Győr                  | 250. NB I-es mérkőzése | Ferencvárosi TC–Kaposvári Rákóczi FC | 2 – 2    |
| 2014. szeptember 20. | DVTK-stadion, Miskolc           | 272. NB I-es mérkőzése | Diósgyőri VTK-Budapest Honvéd FC     | 2 – 1    |
| 2018. június 2.      | Szusza Ferenc Stadion, Budapest | 321. NB I-es mérkőzése | Újpest FC-Debreceni VSC              | –        |

#### Nemzeti kupamérkőzések
Vezetett kupadöntők száma: 6.

##### Magyar labdarúgó-ligakupa
| Időpont            | Helyszín              | Mérkőzés típusa   | Mérkőzés                  | Eredmény |
| ------------------ | --------------------- | ----------------- | ------------------------- | -------- |
| 2007. november 28. | DVTK Stadion, Miskolc | döntő 2. mérkőzés | Diósgyőri VTK–Fehérvár FC | 2 – 1    |

##### Magyar labdarúgókupa
| Időpont         | Helyszín             | Mérkőzés típusa     | Mérkőzés                      | Eredmény |        |
| --------------- | -------------------- | ------------------- | ----------------------------- | -------- | ------ |
| 2009. május 20. | ETO Park, Győr       | első döntő mérkőzés | Győri ETO–Budapest Honvéd FC  | 0 – 1    | 11 000 |
| 2012.május 1.   | Népstadion, Budapest | döntő               | MTK Budapest FC–Debreceni VSC | 3 – 3    | 4000   |

##### Magyar labdarúgó-szuperkupa
| Időpont         | Helyszín                           | Mérkőzés típusa | Mérkőzés                  | Eredmény | Nézők száma | Asszisztensek              |
| --------------- | ---------------------------------- | --------------- | ------------------------- | -------- | ----------- | -------------------------- |
| 2010. július 7. | Oláh Gábor utcai Stadion, Debrecen | döntő           | Debreceni VSC–Videoton FC | 1 – 0    | 1 500       | Butkai Zsolt/L. Tóth Lajos |

##### Szabad Föld-kupa
1964 óta a falusi labdarúgók kupadöntőjét, a Szabad Föld-kupa döntőjét rendszeresen a Magyar Népköztársasági Kupa döntő előmérkőzéseként bonyolították le. A döntőben való részvételre az az alsóbb osztályú együttes jogosult, amelyik a legmesszebb jutott a Magyar Népköztársasági Kupában.
| Időpont          | Helyszín                   | Mérkőzés típusa | Mérkőzés                | Eredmény | Nézők száma |
| ---------------- | -------------------------- | --------------- | ----------------------- | -------- | ----------- |
| 1996. június 20. | Kispesti stadion, Budapest | döntő           | Felsőszentmárton–Kamond | 2 – 1    | 1 000       |
| 1999. május 20.  | Városi Stadion, Vác        | döntő           | Kemecse SE–Harta FC     | 0 – 0    | 1 000       |

### Nemzetközi játékvezetés
A Magyar Labdarúgó-szövetség JB terjesztette fel nemzetközi játékvezetőnek, a Nemzetközi Labdarúgó-szövetség (FIFA) 1999-től tartotta nyilván bírói keretében. A FIFA JB központi nyelvei közül az angolt és a németet beszéli. Nemzetközi játékvezetését segítő mentora Nagy Miklós volt. 2008-ban az UEFA JB besorolása szerint a top játékvezetők közvetlen utánpótlásába került. Több nemzetek közötti válogatott, valamint Intertotó-kupa, UEFA-kupa és Európa-liga klubmérkőzést vezetett, vagy működő társának 4. bíróként segített. Működési idején Kassai Viktor után a legtöbbet foglalkoztatott magyar játékvezető. 2009-ben az UEFA JB a 2. kategóriás bírók közé sorolta. 2009-ben részt vett a hatbírós rendszer tesztelésében az Európa-liga csoportmeccsein. A magyar nemzetközi játékvezetők rangsorában, a világbajnokság-Európa-bajnokság sorrendjében a 7. helyet foglalja el 7 találkozó szolgálatával. A nemzetközi játékvezetéstől 2011-ben búcsúzott. 132 nemzetközi mérkőzésen vett részt, 99 alkalommal mérkőzésvezetőként. Válogatott mérkőzéseinek száma: 13.
Összesen 150 nemzetközi mérkőzésen működött. 99 alkalommal játékvezető, 1 alkalommal asszisztens, 38 alkalommal tartalék játékvezető, és 12 alkalommal alapvonali játékvezető volt hivatalos nemzetközi mérkőzésen.
Jelentős nemzetközi és sportdiplomáciai tapasztalattal, és kapcsolatrendszerrel rendelkezik az angolul és németül beszélő egykori játékvezető. Korábbi játékvezető pályatársai az UFEA, és a FIFA játékvezetői bizottságában vannak, így szakmai tapasztalatára nagy szüksége van a magyar labdarúgásnak. 
| Időpont              | Helyszín                 | Mérkőzés típusa          | Mérkőzés                         | Eredmény | Nézők száma |
| -------------------- | ------------------------ | ------------------------ | -------------------------------- | -------- | ----------- |
| 2009. szeptember 17. | Maksimir Stadion, Zágráb | 100. nemzetközi mérkőzés | GNK Dinamo Zagreb–RSC Anderlecht | 0 – 2    | 15 000      |

#### Labdarúgó-világbajnokság
A 2006-os labdarúgó-világbajnokságon és a 2010-es labdarúgó-világbajnokságon a FIFA JB bíróként alkalmazta. Selejtező mérkőzéseket az UEFA zónában irányított.

##### 2006-os labdarúgó-világbajnokság
| Időpont            | Helyszín                      | Mérkőzés típusa           | Mérkőzés                 | Eredmény | Nézők száma |
| ------------------ | ----------------------------- | ------------------------- | ------------------------ | -------- | ----------- |
| 2004. november 17. | Rheinpark Stadion, Vaduz      | előselejtező (3. csoport) | Liechtenstein–Lettország | 1 – 3    | 1 460       |
| 2005. október 8.   | Hampden Park Stadion, Glasgow | előselejtező (5. csoport) | Skócia–Fehéroroszország  | 0 – 1    | 51 105      |

##### 2010-es labdarúgó-világbajnokság

###### Selejtező mérkőzés
| Időpont             | Helyszín                     | Mérkőzés típusa           | Mérkőzés             | Eredmény | Nézők száma |
| ------------------- | ---------------------------- | ------------------------- | -------------------- | -------- | ----------- |
| 2008. szeptember 6. | Bruchweg Stadion, Mainz      | előselejtező (8. csoport) | Grúzia–Írország      | 1 – 2    | 4 500       |
| 2009. október 14.   | Olimpiai Stadion, Serravalle | előselejtező (3. csoport) | San Marino–Szlovénia | 0 – 3    | 1 745       |

#### Labdarúgó-Európa-bajnokság
A 2002-es U17-es labdarúgó-Európa-bajnokságon az UEFA JB bíróként alkalmazta.
| Időpont           | Helyszín               | Mérkőzés típusa              | Mérkőzés             | Eredmény |
| ----------------- | ---------------------- | ---------------------------- | -------------------- | -------- |
| 2002. április 28. | Központi Stadion, Køge | csoportmérkőzés (B. csoport) | Svájc–Ukrajna        | 3 – 1    |
| 2002. május 1.    | Központi Stadion, Køge | csoportmérkőzés (A. csoport) | Hollandia–Finnország | 6 – 1    |
| 2002. május 4.    | Városi Stadion, Lyngby | egyik negyeddöntő            | Dánia–Spanyolország  | 2 – 2    |

---
A 2004-es U19-es labdarúgó-Európa-bajnokságon az UEFA JB hivatalnoki feladatokkal bízta meg.
| Időpont          | Helyszín                   | Mérkőzés típusa              | Mérkőzés                                                              | Eredmény |
| ---------------- | -------------------------- | ---------------------------- | --------------------------------------------------------------------- | -------- |
| 2004. július 13. | Központi Stadion, Fribourg | csoportmérkőzés (B. csoport) | Németország–Spanyolország                                             | 0 – 3    |
| 2004. július 18. | Városi Stadion, Kriens     | csoportmérkőzés (A. csoport) | Ukrajna–Svájc                                                         | 0 – 0    |
| 2004. július 21. | Városi Stadion, Lausanne   | egyik elődöntő               | Spanyol U19-es labdarúgó-válogatott–Ukrán U19-es labdarúgó-válogatott | 2 – 2    |

---
A 2007-es U21-es labdarúgó-Európa-bajnokságon az UEFA JB bíróként vette igénybe. 
| Időpont          | Helyszín                    | Mérkőzés típusa              | Mérkőzés          | Eredmény | Nézők száma |
| ---------------- | --------------------------- | ---------------------------- | ----------------- | -------- | ----------- |
| 2007. június 11. | Gelredome Stadion, Arnhem   | csoportmérkőzés (C. csoport) | Csehország–Anglia | 0 – 0    | 9 382       |
| 2007. június 16. | Euroborg Stadion, Groningen | csoportmérkőzés (A. csoport) | Izrael–Portugália | 0 – 4    | 10 833      |

---
A 2004-es labdarúgó-Európa-bajnokságon, a 2008-as labdarúgó-Európa-bajnokságon, valamint a 2012-es labdarúgó-Európa-bajnokságon az UEFA JB játékvezetőként foglalkoztatta.

##### 2004-es labdarúgó-Európa-bajnokság
| Időpont           | Helyszín               | Mérkőzés típusa           | Mérkőzés           | Eredmény | Nézők száma |
| ----------------- | ---------------------- | ------------------------- | ------------------ | -------- | ----------- |
| 2003. október 11. | Ullevaal Stadion, Oslo | előselejtező (2. csoport) | Norvégia–Luxemburg | 1 – 0    | 22 255      |

##### 2008-as labdarúgó-Európa-bajnokság

###### Selejtező mérkőzés
| Időpont             | Helyszín                     | Mérkőzés típusa           | Mérkőzés                | Eredmény | Nézők száma |
| ------------------- | ---------------------------- | ------------------------- | ----------------------- | -------- | ----------- |
| 2006. szeptember 6. | Tofik Bahramov Stadion, Baku | előselejtező (A. csoport) | Azerbajdzsán–Kazahsztán | 1 – 1    | 18 000      |

##### 2012-es labdarúgó-Európa-bajnokság

###### Selejtező mérkőzés
| Időpont             | Helyszín                      | Mérkőzés típusa           | Mérkőzés                             | Eredmény | Nézők száma |
| ------------------- | ----------------------------- | ------------------------- | ------------------------------------ | -------- | ----------- |
| 2010. szeptember 3. | Hanrapetakan Stadion, Jereván | előselejtező (B. csoport) | Örményország–Ír labdarúgó-válogatott | 0 – 1    | 8 682       |

## Szakmai sikerek
2001–2002-ben a Borsodi Liga legjobb játékvezetője. A Nemzeti Sport a 2002–2003-as bajnoki évadban az Év Játékvezető cím adományozásánál sportszakmai munkájának elismeréseként Bede Ferenc mögött a második helyen végzett. A tudósítók 1-től 10-ig osztályozzák a bírók tevékenységét. 2003-ban Aranyszemüveg-díjat nyert. (Ezt a szurkolók szavazatai alapján a legjobb játékvezető kapja meg.) A 2009–2010-es Soproni Liga legjobb játékvezetőjévé választották. 2010-ben Hertzka Pál-díjat kapott.
3 alkalommal a csapatvezetők a legjobb játékvezetőnek választottak Magyarországon, utoljára 2017-ben. Ezt követően döntött úgy, hogy abba hagyja a játékvezetést.

## Külső hivatkozások
- Szabó Zsolt. World Referee. [2015. december 25-i dátummal az eredetiből archiválva]. (Hozzáférés: 2015. december 22.)
- Szabó Zsolt. footballzz.com. (Hozzáférés: 2015. december 22.)
- Szabó Zsolt. scoreshelf.com. [2015. december 26-i dátummal az eredetiből archiválva]. (Hozzáférés: 2015. december 22.)
- Szabó Zsolt. football-lineups.com. (Hozzáférés: 2015. december 22.)
- Szabó Zsolt. szabadfold.hu. [2014. július 14-i dátummal az eredetiből archiválva]. (Hozzáférés: 2015. december 22.)
- Szabó Zsolt. xel.hu. [2014. október 11-i dátummal az eredetiből archiválva]. (Hozzáférés: 2015. december 22.)
- Szabó Zsolt. eu-football.info. (Hozzáférés: 2015. december 22.)
- Szabó Zsolt. nela.hu. (Hozzáférés: 2015. december 22.)
- Szabó Zsolt. blogspot.hu. (Hozzáférés: 2015. december 22.)
- https://www.nemzetisport.hu/labdarugo-nb-i/2018/06/jatekvezetes-jobb-ilyenkor-elkoszonni-szabo-zsolt

| Elődje: Piller Sándor | Szabad Föld-kupa döntő 1995–1996 | Utódja: Juhos Attila |

| Elődje: Juhos Attila | Szabad Föld-kupa döntő 1998–1999 | Utódja: Szarka Zoltán |

| Elődje: Bede Ferenc | Magyar labdarúgó-ligakupa döntő 2008–2009 | Utódja: Bede Ferenc |

| Elődje: Andó-Szabó Sándor | Magyar labdarúgó-szuperkupa döntő 2010 | Utódja: Fábián Mihály |

| Elődje: Bede Ferenc/271 | NB. I-es játékvezetői örökranglistát vezeti 290 (2015. december 5.) | Utódja: Ismeretlen |